# Pleocarphus
Pleocarphus là một chi thực vật có hoa trong họ Cúc (Asteraceae).

## Loài
Chi Pleocarphus gồm các loài: